# Ivo Robić
Ivo Robić (Garešnica, 28 gennaio 1923 – Fiume, 9 marzo 2000) è stato un cantautore croato.

## Biografia
Iniziò la carriera come cantante collaborando con l'orchestra della radio di Zagabria, mentre studiava in quella città. Durante la seconda guerra mondiale eseguì Krugovalna postaja Zagreb in un hotel di Zagabria.
Nel corso della sua carriera nella Repubblica Socialista di Croazia all'interno della Repubblica Federale di Jugoslavia, egli realizzò più di cento incisioni discografiche, per la maggior parte singoli. Nel suo paese, il suo maggior successo fu Vraćam se Zagrebe tebi (Ritorno a te, mia Zagabria), Ta tvoja ruka mala (Quella piccola vostra mano) e  Tiho plove moje čežnje (Vela silenziosa del mio desiderio).
Pioniere della canzone popolare in Jugoslavia agli inizi degli anni 1950, Robić ebbe successo anche all'estero per oltre un cinquantennio. Agli inizi, fu l'unico cantante dell'ex Jugoslavia i cui dischi erano presenti nei negozi del resto d'Europa e del mondo.

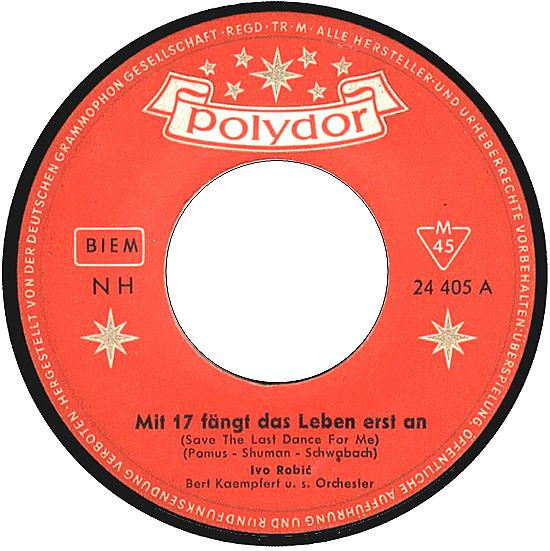
Single Mit 17 fängt da leben erst an (1961)

Robić venne soprannominato "Mister Morgen" a seguito del suo primo successo internazionale , Morgen ("domani"), nel 1959. La canzone fu la prima collaborazione fra Robić e Bert Kaempfert. A seguito del suo successo in Germania, la versione in lingua tedesca raggiunse il #13 delle classifiche negli Stati Uniti, vendendo più di un milione di copie, ottenendo il disco d'oro.  Una versione in inglese, One More Sunrise, cantata da Leslie Uggams, raggiunse il #98 nella stessa classifica. La canzone venne poi cantata da diversi altri artisti.
Robić incise per l'etichetta discografica tedesca Polydor. Egli cantò con Kaempfert, Freddy Quinn e Dean Martin. La sua versione di Strangers in the Night, che egli registrò in occasione del festival di San Pietroburgo in Russia, venne poi cantata anche in tedesco (Fremde in der Nacht, parole di Kurt Felitz) ed in croato (Stranci u Noći, parole di Marija Renota).
Suoi altri successi internazionali furono Muli-Song (1960), Mit 17 fängt das Leben erst an (1960) che raggiunge la prima posizione in Germania nel 1961 per due settimane, Ein ganzes Leben lang (1962), Rot ist der Wein (1966) e Ich zeig' dir den Sonnenschein (1971).